# Gotfryd III von Raabs
Gotfryd III von Raabs (zm. około 1160) – burgrabia Norymbergi od około 1146 do około 1160.
Był synem pierwszego burgrabiego Norymbergi – Gotfryda II von Raabs i bratankiem Konrada I von Raabs. Po raz pierwszy figuruje w źródłach jako burggravius de Norinberg. Po jego śmierci funkcje burgrabiego objął jego stryjeczny brat – Konrad II von Raabs.